# 점 점 점…
《점 점 점…》은 1987년 9월 5일에 방영된 KBS TV 문학관이다.

## 줄거리
명옥은 중학교 수학교사인 남편과 중학생인 아들 하나를 둔 평범한 주부로, 가난하지만 성실하게 살아왔다. 어느 날 대학동창인 친구 차희가 고급자가용 차를 몰고와 마음을 흔들어놓는다. 차희는 명옥을 전집류 도서판매 회판원으로 끌어들이고, 명옥은 차희의 회사에서 서적외판원 교육을 받는다.

## 등장 인물

### 주요 인물
- 남윤정 : 정명옥 역
- 최선자 : 곽영애 역
- 김성녀 : 김차희 역

### 그 외 인물
- 김혜숙 : 아랫집 여자 역
- 박현정 : 명옥의 친구 역
- 김을동 : 명옥의 언니 역
- 이한나 : 명옥의 친구 역
- 유가영
- 홍영자 : 명옥의 큰 동서 역
- 강은주 : 미스 주 역
- 이미경 : 명옥의 올케 역
- 이제신
- 임인희
- 최정화
- 김남호 : 명옥의 아들 역
- 정동환 : 명옥의 남편 역